# Chư Don
Chư Don là một xã thuộc huyện Chư Pưh, tỉnh Gia Lai, Việt Nam.
Xã Chư Don có diện tích 38,90 km², dân số năm 2008 là 1.840 người, mật độ dân số đạt 47 người/km².